# Store-Nären
Store-Nären är en sjö i Alingsås kommun i Västergötland och ingår i Göta älvs huvudavrinningsområde. Sjön är 45 meter djup, har en yta på 3,15 kvadratkilometer och befinner sig 145,2 meter över havet. Sjön avvattnas av vattendraget Hjulån.

## Delavrinningsområde
Store-Nären ingår i det delavrinningsområde (641809-130982) som SMHI kallar för Utloppet av Store-Nären. Medelhöjden är 164 meter över havet och ytan är 13,6 kvadratkilometer. Det finns ett avrinningsområde uppströms, och räknas det in blir den ackumulerade arean 18,86 kvadratkilometer. Hjulån som avvattnar avrinningsområdet har biflödesordning 4, vilket innebär att vattnet flödar genom totalt 4 vattendrag innan det når havet efter 53 kilometer. Avrinningsområdet består mestadels av skog (71 %). Avrinningsområdet har 3,15 kvadratkilometer vattenytor vilket ger det en sjöprocent på 23,1 %.